# Protea minima
Protea minima är en tvåhjärtbladig växtart som beskrevs av Lucien Leon Hauman. Protea minima ingår i släktet Protea och familjen Proteaceae. Inga underarter finns listade i Catalogue of Life.